# Antonio Fedrigoni
Antonio Fedrigoni (Verona, 1873 – Lavarone, 28 agosto 1931) è stato un imprenditore italiano.

## Biografia
Il padre Giuseppe Antonio svolgeva la professione di rappresentante presso alcune ditte cartarie tedesche e italiane, ricoprendo allo stesso tempo diversi incarichi all’interno del Comune di Verona. Nel 1888, seguendo un’antica vocazione manifatturiera della famiglia (il nome dei Fedrigoni era legato, fin dagli inizi del secolo precedente, alla produzione della carta), aveva fondato una società in accomandita semplice con il concorso finanziario di alcuni soci, che aveva come scopo principale la costruzione di una cartiera a Verona.
Dopo la drammatica piena del fiume Adige del settembre del 1882, si accelerano i lavori di sistemazione idraulica e riedificazione delle zone colpite, in particolare con la realizzazione dell’area – il Basso Acquar – destinata all’insediamento dei nascenti impianti industriali. La cartiera Fedrigoni & C. è la prima fabbrica della zona, dotata di due macchine a piano e due motori idraulici, con una manodopera iniziale di 78 operai. In poco tempo la fabbrica si ingrandisce, raddoppiando la forza lavoro e l’energia impiegata. A favorire la crescita concorre la scelta di puntare sulla produzione di carte speciali destinate ai Paesi esteri e, in seguito, la diversificazione produttiva con l’introduzione della cellulosa e della pasta di legno meccanica. In questi anni Fedrigoni partecipa attivamente all’avventura industriale familiare, prima con un periodo di apprendistato, poi affiancando il padre in posizione dirigenziale.
Nel giro di una quindicina di anni lo stabilimento viene ampliato, arrivando a dare lavoro a 230 operai. Nel 1899, quando Fedrigoni ha 26 anni, il padre rinnova l’accordo di costituzione della società per altri quindici anni (fino al 1918), con un aumento del capitale sociale a 210.000 lire. Alla fine del 1910, alla morte del padre, assume la direzione dell’impresa e si trova poi a fronteggiare le difficoltà del periodo bellico. La riduzione dell’attività negli anni della guerra deriva principalmente dalla mancanza della materia prima e della manodopera: quasi tutti gli operai, infatti, sono chiamati alle armi e delle tre macchine di cui l’impresa è dotata, solamente due continuano a funzionare. Fedrigoni individua allora una possibile risorsa nella lavorazione della “stracceria”.
Quest’ultima attività, con 30/40 quintali di mezzapasta lavorata quotidianamente, permette all'azienda di mantenere efficiente il macchinario al 50% del livello produttivo antecedente il conflitto. Introduce inoltre una significativa diversificazione della produzione: carte colorate, carte da lettere, copertine per atti legali, copertine leggere, carta bianca da scrittura, carte rigate e confezionate. Questa specializzazione produttiva nelle carte speciali rappresenta anche la chiave della successiva espansione della cartiera.
Una volta terminato il conflitto, Fedrigoni affronta la crisi e la conflittualità sociale postbellica varando una strategia di sviluppo del potenziale produttivo dell’impianto, con un rilevante investimento in una macchina per la produzione di carta bianca da stampa. I primi risultati positivi si registrano nel biennio 1926-1927, ma la scelta operata esaurisce ogni possibilità di espansione futura della cartiera, poiché lo spazio allora a disposizione nel vecchio impianto risulta completamente occupato. Fedrigoni impegna allora l’impresa in una seria esposizione finanziaria, acquistando nel 1929 i fabbricati del Cotonificio veneziano, posti in vendita in un’area vicino alla cartiera. Nonostante il pesante indebitamento, la nuova caratura di energia elettrica resa disponibile dal canale Camuzzoni, gli 80.000 m² di terreno e gli stessi stabilimenti acquisiti dal Cotonificio (nuovi e perfetti nei reparti, con ampie cantine e case per abitazione e uffici) rappresentano per Fedrigoni il passaggio obbligato verso i futuri sviluppi dell’impresa, che alla fine degli anni Venti dà lavoro a più di 300 operai, in prevalenza donne. Poste le basi per l’espansione del decennio Trenta, Fedrigoni non può vedere all’opera il grande impianto perché muore nel 1931 a Lavarone, in provincia di Trento, durante le vacanze estive.
La direzione e la proprietà dell’impresa sono assunte dai figli e dopo cinque anni la cartiera raddoppia la produzione; nel 1938 i Fedrigoni acquistano la vicina Cartiera del Varone, completando l’espansione iniziata dal padre nel decennio precedente.